# صنعت نفت کانادا
صنعت نفت کانادا (انگلیسی: Petroleum industry in Canada) بزرگترین صنعت در اقتصاد کانادا است، که نقش مهمی در اقتصاد آمریکای شمالی بازی می‌کند. کشور کانادا دارای سومین ذخایر بزرگ نفت خام در جهان است و چهارمین تولیدکننده نفت، همچنین چهارمین صادرکننده نفت در جهان به‌شمار می‌آید. در سال ۲۰۱۹ کانادا به‌طور متوسط ۴ میلیون و ۷۰۰ هزار بشکه در روز نفت خام تولید کرده است. از این مقدار، ۶۴٪ از ماسه‌های نفتی غیر متعارف و بقیه از نفت خام سبک، نفت سنگین و میعانات گازی تشکیل شده است. در سال ۲۰۱۹ این کشور روزانه ۳ میلیون ۸۰۰ هزار بشکه، صادرات داشته است، که ۹۸ درصد از آن به ایالات متحده صادر شده است. کشور کانادا هم‌اکنون ۴۳ درصد از مجموع واردات نفت آمریکا را تامین می‌کند.